# Шарлаш
Шарлаш (рос. Шарлаш) — селище у Катав-Івановському районі Челябінської області Російської Федерації.
Входить до складу муніципального утворення Серпієвське сільське поселення. Населення становить 88 осіб (2010).

## Історія
Населений пункт розташований на історичних башкирських землях. Від 4 листопада 1926 року належить до Катав-Івановського району Челябінської області.
Згідно із законом від 9 липня 2004 року органом місцевого самоврядування є Серпієвське сільське поселення.

## Населення
| 2002 | 2010 |
| ---- | ---- |
| 138  | ↘88  |